# Chaitophorus kapuri
Chaitophorus kapuri är en insektsart som beskrevs av Hille Ris Lambers 1966. Chaitophorus kapuri ingår i släktet Chaitophorus och familjen långrörsbladlöss. Inga underarter finns listade i Catalogue of Life.